# Carl E. Walz
Carl Erwin Walz (Coronel, USAF, Jub.) és anterior astronauta de la NASA i actualment treballa en el Advanced Programs Group d'Orbital Sciences Corporation com a vicepresident de Human Space Flight Operations. Walz va ser assignat anteriorment al Exploration Systems Mission Directorate a la seu de la NASA a Washington, DC. Va ser director en funcions de l'Advanced Capabilities Division en Exploration Systems Mission Directorate, i va ser responsable d'una àmplia gamma d'activitats que inclouen la investigació tripulada, el desenvolupament de tecnologia, energia nuclear i programes de robòtica lunar i propulsió en suport al Vision for Space Exploration.